# Ядерное горение углерода
Ядерное горение углерода — условное название ядерной реакции слияния ядер углерода-12 в недрах звёзд, с массой более 5-6 масс Солнца. Оно начинается при температуре около 8⋅108 К и плотности порядка 108 кг/м3. Далее приведены основные реакции «горения» углерода.
Реакции с двухчастичным конечным состоянием:
{\displaystyle \mathrm {_{6}^{12}C} +\mathrm {_{6}^{12}C} \rightarrow \mathrm {_{10}^{20}Ne} +\mathrm {_{2}^{4}He} +Q}, Q = 4,617 МэВ
{\displaystyle \mathrm {_{6}^{12}C} +\mathrm {_{6}^{12}C} \rightarrow \mathrm {_{11}^{23}Na} +\mathrm {_{1}^{1}H} +Q}, Q = 2,241 МэВ
{\displaystyle \mathrm {_{6}^{12}C} +\mathrm {_{6}^{12}C} \rightarrow \mathrm {_{12}^{23}Mg} +\mathrm {_{0}^{1}n} -Q}, Q = 2,599 МэВ
{\displaystyle \mathrm {_{12}^{23}Mg} \rightarrow \mathrm {_{11}^{23}Na} +e^{+}+\nu _{e}+Q}, Q = 8,51 МэВ
{\displaystyle \mathrm {_{6}^{12}C} +\mathrm {_{6}^{12}C} \rightarrow \mathrm {_{12}^{24}Mg} +\gamma +Q}, Q = 13,933 МэВ
Реакции с трёхчастичным конечным состоянием:
{\displaystyle \mathrm {_{6}^{12}C} +\mathrm {_{6}^{12}C} \rightarrow \mathrm {_{8}^{16}O} +2\,\mathrm {_{2}^{4}He} -Q}, Q = 0,113 МэВ
Образованные в этих реакциях нуклиды часто захватывают высвобождающиеся протоны, нейтроны и альфа-частицы. При этом образуется алюминий, кремний и некоторые другие соседние нуклиды:
{\displaystyle \mathrm {_{12}^{24}Mg} +\mathrm {_{1}^{1}H} \rightarrow \mathrm {_{13}^{25}Al} +\gamma }
Для массивных звезд (более 25 солнечных масс) длительность горения углерода оценивается в 600 лет.